# ロベール・ピレス
ロベール・エマニュエル・ピレス（Robert Emmanuel Pirès, 1973年10月29日 - ）は、フランス・ランス出身の元サッカー選手。ポジションはミッドフィールダー（サイドハーフ、センターハーフ）。フランス代表に長く名を連ねた。ポルトガル出身の父親とスペイン・オビエド出身の母親の間に生まれたが、本人は生まれも育ちもフランスなため、両親と自身の母国語の計3か国語を自在に操る。

## 経歴

### 選手
8歳で入団した地元のクラブ・サンタンヌで1983年、11歳以下のジュニア全国大会で優勝し、人生最初の優勝カップを手にした。その後スタッド・ランス＝シャンパーニュのフォーメーションセンターを経て、1992年にFCメスとプロ選手契約。1993年4月、デイヴィジョン1（現在のリーグ・アン）デビュー。程なくクラブの中心選手として頭角を現し、フォワードのシリル・プジェとのコンビは当時「PPガンマンズ」と呼ばれた。
1996年にフランスリーグカップで優勝。この活躍によりフランス代表に招集され、1996年8月31日のメキシコ戦で代表デビューを果たした。また同年開催のアトランタオリンピック代表メンバーにも選ばれ、準々決勝まで進出した。1997-98シーズンには最終節で優勝を逃したものの、国内リーグでのクラブ歴代最高成績の2位を記録。この年のワールドカップ・フランス大会の決勝トーナメント1回戦・パラグアイ戦では、ゴールデンゴールとなったローラン・ブランのゴールをアシストし、優勝への過程に貢献した。
ワールドカップ後、フランスのマルセイユに移籍。1998-99シーズンはUEFAカップで準優勝、国内リーグでも2位と好成績を残す。翌シーズンはキャプテンに任命されるが成績は低迷し、一部の過激なサポーターが主要選手の車を襲う等問題が多発、このシーズン限りでフランスを離れた。UEFA EURO 2000に臨むフランス代表に選出され、決勝戦ではダヴィド・トレゼゲのゴールデンゴールをアシスト。フランス代表の優勝に貢献した。
2000年にイングランド・プレミアリーグのアーセナルへ移籍。移籍当初は水が合わず思うような活躍が出来なかったが、2001-02シーズンにはフランス代表でも共にプレーするティエリ・アンリ、パトリック・ヴィエラらと共に主力として活躍し、プレミアリーグとFAカップの2冠を達成した。またこのシーズンは記者選定による最優秀選手に選ばれるなど、代表とクラブ双方にとって不可欠な存在となった。これらの活躍ぶりから2002年のワールドカップ・日韓大会でもフランス代表の主力メンバーとして期待されていたが、大会前に右膝の靭帯断裂という大怪我を負い選考から外れた。
2004年、レイモン・ドメネクがフランス代表監督に就任すると、同監督との確執が生じ2004年10月頃から代表に招集されなくなった。また、クラブでは負傷や若手の台頭もあり、レギュラーの座を明け渡すようになった。2005-06シーズンのUEFAチャンピオンズリーグ決勝で、GKのイェンス・レーマンがレッドカードで退場した際に、控えのGKマヌエル・アルムニアと交代させられた。こうした事情もあり、2005-06シーズン終了後、長年プレーしたアーセナルに別れを告げ、スペインのビジャレアルに新天地を求めた。
その矢先の2006年8月、ラモン・デ・カランサ杯のカディスCF戦で左膝十字靭帯断裂の大怪我を負い、戦線を離脱。なお、同大会ではゴンサロ・ロドリゲスも十字靭帯を負傷する大怪我を負った。2007年3月には調子を取り戻すためにビジャレアルの下部チームでプレーすることを希望したが、スペインサッカー連盟に却下された。2007年3月18日のソシエダ戦でようやく戦列復帰し、2007-08シーズンは主力として活躍した。2010年6月、契約を満了してビジャレアルを退団した。
10月から古巣アーセナルの練習に参加し、11月17日にイングランド・プレミアリーグのアストン・ヴィラFCへの加入が発表されたが、9試合の出場に留まり、シーズン終了後に退団。
アストン・ヴィラ退団後、3年近く所属クラブがない状態が続いていたが、2014年7月インディアン・スーパーリーグ参戦を表明。9月20日、FCゴアへの加入が発表された。翌2015年3月に退団。
それから1年間近く無所属が続いていたが、2016年2月25日にメディアのインタビューにて現役引退を表明した。ちなみにピレスの引退により1998年のワールドカップ・フランス大会のフランス代表メンバー全員が現役引退したこととなった。

### 引退後
古巣アーセナルの大使を経て、2017年現在、アーセナルのトップチームのコーチに就任している。

## エピソード
- 髪の毛はシャンプーメーカーとの契約で勝手に切ることができないことが明らかになっている[9]。
- 2016年5月21日、SNSで7歳になった息子のテオ・ピレスが古巣アーセナルの下部組織に入団したことを明かした[10]。

## 個人成績

### クラブでの成績
| 国内大会個人成績 | 国内大会個人成績 | 国内大会個人成績 | 国内大会個人成績 | 国内大会個人成績 | 国内大会個人成績            | 国内大会個人成績 | 国内大会個人成績 | 国内大会個人成績 | 国内大会個人成績 | 国内大会個人成績 | 国内大会個人成績 |
| 年度             | クラブ           | 背番号           | リーグ           | リーグ戦         | リーグ戦                    | リーグ杯         | リーグ杯         | オープン杯       | オープン杯       | 期間通算         | 期間通算         |
| 年度             | クラブ           | 背番号           | リーグ           | 出場             | 得点                        | 出場             | 得点             | 出場             | 得点             | 出場             | 得点             |
| フランス         | フランス         | フランス         | フランス         | リーグ戦         | リーグ戦                    | F・リーグ杯      | F・リーグ杯      | フランス杯       | フランス杯       | 期間通算         | 期間通算         |
| ---------------- | ---------------- | ---------------- | ---------------- | ---------------- | --------------------------- | ---------------- | ---------------- | ---------------- | ---------------- | ---------------- | ---------------- |
| 1992-93          | FCメス           |                  |                  | 2                | 0                           |                  |                  |                  |                  |                  |                  |
| 1993-94          | FCメス           |                  |                  | 24               | 1                           |                  |                  |                  |                  |                  |                  |
| 1994-95          | FCメス           |                  |                  | 35               | 9                           |                  |                  |                  |                  |                  |                  |
| 1995-96          | FCメス           |                  |                  | 38               | 11                          |                  |                  |                  |                  |                  |                  |
| 1996-97          | FCメス           |                  |                  | 32               | 11                          |                  |                  |                  |                  |                  |                  |
| 1997-98          | FCメス           | 7                |                  | 31               | 11                          |                  |                  |                  |                  |                  |                  |
| 1998-99          | マルセイユ       | 7                |                  | 34               | 6                           |                  |                  |                  |                  |                  |                  |
| 1999-00          | マルセイユ       | 7                |                  | 32               | 2                           |                  |                  |                  |                  |                  |                  |
| イングランド     | イングランド     | イングランド     | イングランド     | リーグ戦         | リーグ戦                    | FLカップ         | FLカップ         | FAカップ         | FAカップ         | 期間通算         | 期間通算         |
| 2000-01          | アーセナルFC     | 7                |                  | 33               | 4                           |                  |                  |                  |                  |                  |                  |
| 2001-02          | アーセナルFC     | 7                |                  | 28               | 9                           |                  |                  |                  |                  |                  |                  |
| 2002-03          | アーセナルFC     | 7                |                  | 26               | 14                          |                  |                  |                  |                  |                  |                  |
| 2003-04          | アーセナルFC     | 7                |                  | 36               | 14                          |                  |                  |                  |                  |                  |                  |
| 2004-05          | アーセナルFC     | 7                |                  | 33               | 14                          |                  |                  |                  |                  |                  |                  |
| 2005-06          | アーセナルFC     | 7                |                  | 33               | 7                           |                  |                  |                  |                  |                  |                  |
| スペイン         | スペイン         | スペイン         | スペイン         | リーグ戦         | リーグ戦                    | 国王杯           | 国王杯           | オープン杯       | オープン杯       | 期間通算         | 期間通算         |
| 2006-07          | ビジャレアルCF   | 7                |                  | 11               | 3                           |                  |                  |                  |                  |                  |                  |
| 2007-08          | ビジャレアルCF   | 7                |                  | 33               | 3                           |                  |                  |                  |                  |                  |                  |
| 2008-09          | ビジャレアルCF   | 7                |                  | 32               | 3                           |                  |                  |                  |                  |                  |                  |
| 2009-10          | ビジャレアルCF   | 7                |                  | 28               | 4                           |                  |                  |                  |                  |                  |                  |
| イングランド     | イングランド     | イングランド     | イングランド     | リーグ戦         | リーグ戦                    | FLカップ         | FLカップ         | FAカップ         | FAカップ         | 期間通算         | 期間通算         |
| 2010-11          | アストン・ヴィラ | 8                |                  | 9                | 0                           |                  |                  |                  |                  |                  |                  |
| 通算             | フランス         | フランス         |                  | 228              | 51\|\|\|\|\|\|\|\|\|\|\|\|  |                  |                  |                  |                  |                  |                  |
| 通算             | イングランド     | イングランド     |                  | 198              | 62\|\|\|\|\|\|\|\|\|\|\|\|  |                  |                  |                  |                  |                  |                  |
| 通算             | スペイン         | スペイン         |                  | 102              | 13\|\|\|\|\|\|\|\|\|\|\|\|  |                  |                  |                  |                  |                  |                  |
| 総通算           | 総通算           | 総通算           | 総通算           | 515              | 126\|\|\|\|\|\|\|\|\|\|\|\| |                  |                  |                  |                  |                  |                  |

### 代表での成績
出典
| フランス代表 | 国際Aマッチ | 国際Aマッチ |
| 年           | 出場        | 得点        |
| ------------ | ----------- | ----------- |
| 1996         | 3           | 1           |
| 1997         | 4           | 1           |
| 1998         | 14          | 1           |
| 1999         | 9           | 1           |
| 2000         | 10註1       | 2註1        |
| 2001         | 13          | 4           |
| 2002         | 1           | 0           |
| 2003         | 12          | 4           |
| 2004         | 13          | 0           |
| 合計         | 79          | 14          |

註1 フランスサッカー連盟は2000年8月16日に行われたFIFA選抜戦を国際Aマッチとして認めている。